# Bayerisches Konkordat (1924)
Das Bayerische Konkordat (abgekürzt: „BayK“) vom 29. März 1924 ist ein Staatskirchenvertrag, der zwischen dem Freistaat Bayern und dem Heiligen Stuhl abgeschlossen wurde.

## Vorgeschichte
Nach dem Ende des Ersten Weltkriegs und dem Sturz auch der bayerischen Monarchie im Jahr 1918 war sogleich die Frage strittig, ob eine Republik in königliche Rechte eintreten konnte oder ob das Konkordat von 1817 durch die Revolution automatisch außer Kraft getreten war. Durch die Revolution endete das Bündnis von Thron und Altar, wie der ersatzlose Wegfall des Gebets für den König im Gottesdienst zeigt. Der neue Staat schien auf die erstere Lösung zuzusteuern: Wenige Tage nach der Revolution verlangte das Kultusministerium wie ehedem den Amtseid der Bischöfe auf den Landesherrn, eben den neuen Volksstaat. Dem kamen die Bischöfe nach. Aus der Erfahrung des Kulturkampfs geschah dies freilich mit der Einschränkung, nur soweit es sich um staatliche Dienstleistungen durch die Kirche handelte. Ebenso pragmatisch wurde die Neubesetzung der Pfarreien behandelt. Die bisherigen königlichen Präsentations- und Genehmigungsrechte wurden stillschweigend der neuen Regierung zugestanden, in Erwartung der bisherigen Gegenleistungen. Diesem Zustand rechtliche Formen zu geben, versuchte der seit 1917 amtierende Münchner Nuntius Eugenio Pacelli, der spätere Papst Pius XII.

## Konkordatsverhandlungen

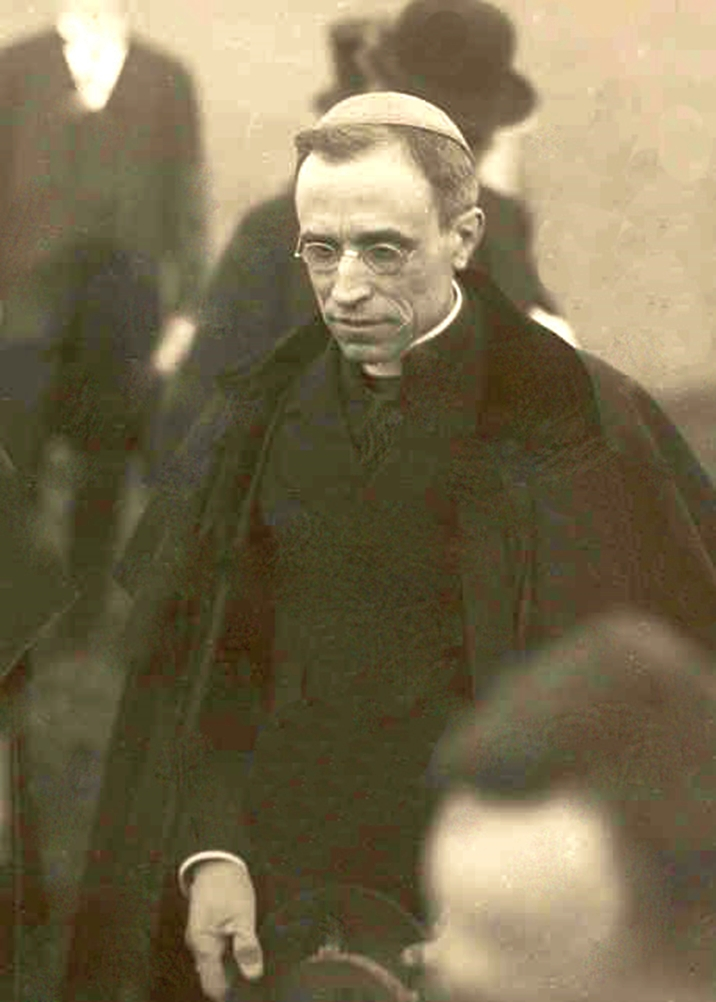
Die Schlüsselfigur der Konkordatsverhandlungen, Nuntius Eugenio Pacelli, der später Papst Pius XII. wurde

Die Weimarer Republik hatte neue Tatsachen geschaffen und die Präsentations- oder die kirchenregimentlichen Besetzungsrechte des Ancien Régime wurden durch Art. 137 Weimarer Verfassung (WRV) hinweggefegt. Jede Religionsgemeinschaft verleiht seither „ihre Ämter ohne Mitwirkung des Staates oder der bürgerlichen Gemeinde“. Ausgehend von dieser neuen verfassungsrechtlichen Lage umriss Nuntius Pacelli die Zielvorstellungen für ein künftiges Konkordat. Er forderte einen Konkordatslehrstuhl für je eine Professur in Philosophie und Geschichte. Katholisch-Theologische Fakultäten an den bayerischen Hochschulen sollten staatlicherseits garantiert werden. Für die Berufung all dieser Professoren der Fakultät solle der katholischen Kirche ein Einspruchsrecht in der Art eines Nihil obstat eingeräumt, so dass auf eine Berufung bei kirchlicher Beanstandung verzichtet wird. Weiterhin forderte er, Gesetze gegen die tote Hand abzuschaffen, sowie Eigentumsrechte an bisher kirchlich genutzten staatlichen Immobilien frei übertragen zu dürfen, jedoch unter Beibehaltung der staatlichen Baulast oder gegen eine entsprechende Ablösung. Auch sorgte er sich um die Erhebung von Kirchensteuern und deren Einziehung durch die Finanzämter. Der später so heftige Streit um die Konfessionsschule stand nicht auf der Agenda.

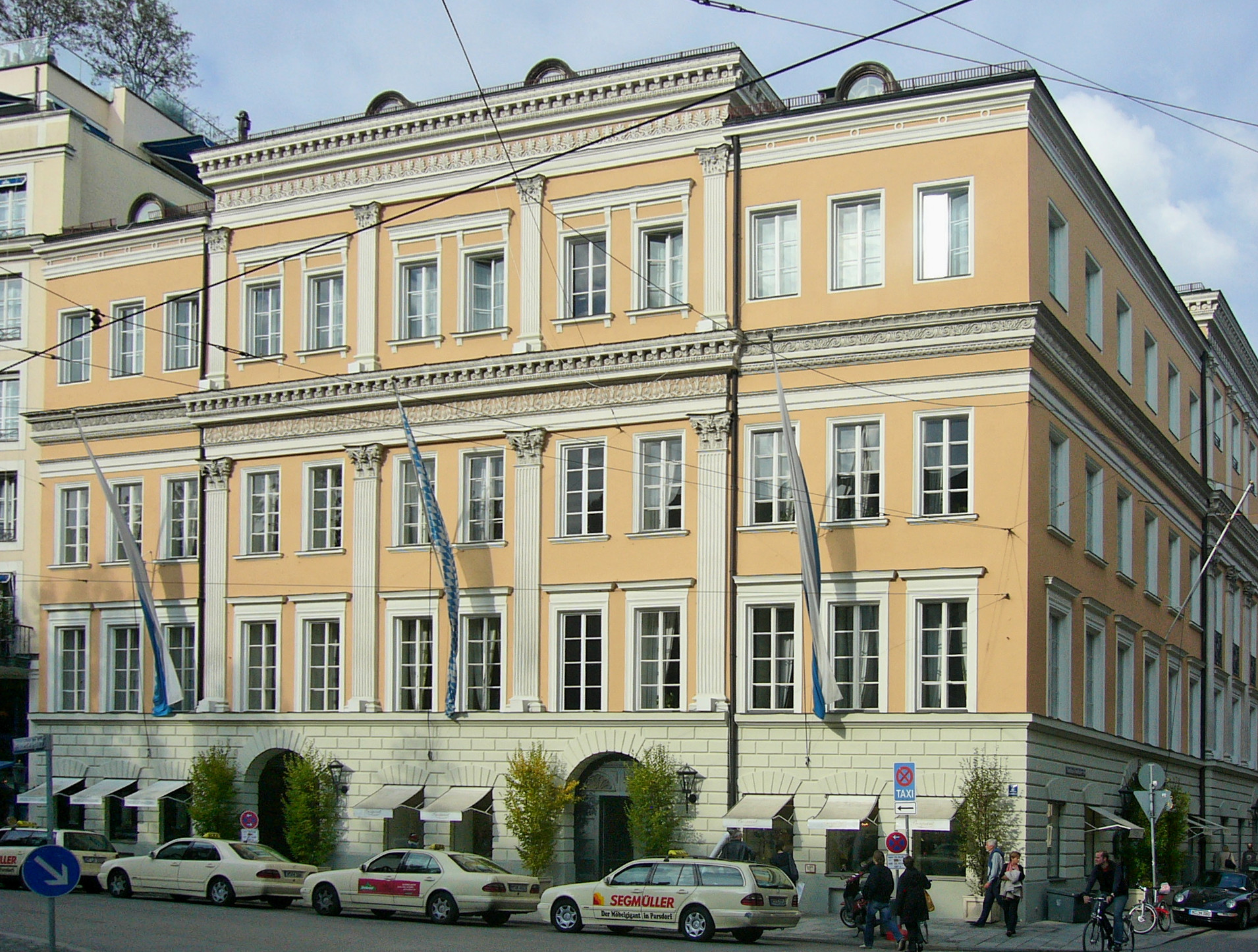
Das Außenministerium im Palais Montgelas (Promenadeplatz/Kardinal-Faulhaber-Str.)

Der Landtag und die Staatsregierung stimmten am 20. Januar 1920 der Aufnahme förmlicher Verhandlungen zu. Währenddessen hatte eine bischöfliche Kommission Vorschläge erarbeitet, die die wesentlichen Bestimmungen des späteren Konkordats vorwegnahmen.
Das federführende Kultusministerium unter Franz Matt (BVP) musste dabei die Interessen der Staatsregierung beachten. Bayern erhoffte sich durch den Abschluss, seine eigene Stellung als Völkerrechtssubjekt herauszustreichen (vgl. Artikel Bayerische Staatsangehörigkeit). Zu diesem Zweck galt es Überlegungen auf Reichsebene zuvorzukommen. Die kirchliche Seite drängte ihrerseits aus diesem Grund auf einen zügigen Abschluss mit Bayern, um in den parallel laufenden Verhandlungen mit dem Reich trumpfen zu können. Die schon weit gediehenen Verhandlungen wurden andererseits dadurch wieder verzögert, dass ein innerkirchlicher Streit aufzog. Die außerbayerische Fuldaer Bischofskonferenz unter Führung des Breslauer Erzbischofs Adolf Kardinal Bertram wollte das in Preußen bisher geltende Recht freier Bischofswahlen durch die Domkapitel auch für Bayern einführen, dessen Bischöfe bislang vom König präsentiert worden waren. Diese Forderung stand im Gegensatz zu Can. 329 Codex Iuris Canonici von 1917, der die Ernennung der Bischöfe durch den Papst vorsah. Pacelli hatte an dieser Neufassung des römischen Kirchenrechts vor seiner Berufung zum Nuntius in München 12 Jahre lang mitgearbeitet. Rom steuerte zielstrebig auf den Kompromiss des Preußischen Konkordats (1929) hin, einer Listenwahl, die den Domkapiteln das Recht zur endgültigen Auswahl aus drei Kandidaten des Papstes einräumte.
So wurden die Verhandlungen leicht verzögert 1924 zu Ende gebracht, dennoch aber als erste vor dem Reich und den anderen Gliedstaaten. Am 29. März 1924 paraphierten Nuntius Pacelli, Ministerpräsident von Knilling, Kultusminister Matt und Finanzminister Krausneck das Konkordat im Bayerischen Außenministerium. Das befand sich im Palais Montgelas, dessen Namensgeber just der Vater der Säkularisation in Bayern war. Unter Zustimmung der Reichsregierung wurden im Einzelnen folgende Vereinbarungen getroffen:

## Der Inhalt des Konkordats von 1924

### Kollektive Glaubensfreiheit
- Freiheit der Glaubensausübung einschließlich innerkirchlicher Selbstbestimmung (Art. 1).
- Garantie der Existenz und des Vermögens (und dessen Mehrung) der Orden (Art. 2).
- Erhebung von Kirchensteuern durch das Finanzamt (Art. 10 § 5).

siehe Art. 137 WRV.

### Hochschulen
- Beanstandungsrecht bei Ernennung der Professoren und Dozenten an den Katholisch-Theologischen Lehrstühlen (Art. 3).
- Errichtung von Konkordatslehrstühlen für Philosophie und Geschichte an den Philosophischen Fakultäten der Universitäten München und Würzburg (Art. 4 § 2).

### Schulen
- Religion als ordentliches Unterrichtsfach in allen Schulgattungen (Art. 4 § 3 und Art. 7 § 1).
- Aufsicht über den Religionsunterricht durch die Kirche (Art. 8).
- konfessionelle Lehrerbildung (Art. 5 § 3).
- Recht der Eltern auf Errichtung von Konfessionsschulen, der „katholischen Volksschule“ (Art. 6).
- Beanstandungsrecht bei Religionslehrern an den höheren Lehranstalten (Art. 3 §§ 1–2).
- Missio canonica für Religionslehrer an katholischen Volksschulen. (Art. 5 § 2).

vgl. das Schulgesetz vom 1. August 1922.

### Fortgeltung des Konkordats von 1817
Im mit weitem Abstand umfangreichsten Art. 10 geht es um eine Rechtsverpflichtung des Staates gegenüber der Kirche. Rechtsgrund sind die §§ 35 und 63 des Reichsdeputationshauptschlusses von 1803 und der Art. 138 WRV von 1919. Art. 10 entspricht in etwa den Artikeln IV und V des Konkordats von 1817. Die ursprüngliche Rechtfertigung für diese Regelungen ist weggefallen. Ein Nominationsrecht, Amortisationsgesetze und der Eid der Bischöfe fehlen. Letzterer lebt erst durch Art. 16 des Reichskonkordats von 1933 wieder auf.
- Fonds für Erzbischöfliche und bischöfliche Stühle und ihrer Domkapitel.
- Standesgemäße Wohnung für die Erzbischöfe, Bischöfe, Dignitäte, der Hälfte der Domkapitulare durch den Staat.
- Staatliche Versorgung des Generalvikars und des bischöflichen Sekretärs.
- Geeignete Gebäude für die Ordinariate, Domkapitel und deren Archive durch den Staat.
- Bestandsgarantie für das Vermögen und die Einkünfte der Domkirchen.
- Verbürgung des Staates, im Unterhalt der Domkirchen einschließlich deren Ausgaben für Gottesdienste und der Besoldung weltlicher Bediensteter notfalls Ausgleichszahlungen zu leisten.
- Staatliche Beihilfe für Knaben- und Priesterseminare.
- Angemessene Zuschüsse für die Emeritenanstalten und die Emeriten, siehe auch: Emeritenanstalt der Erzdiözese München-Freising.
- Bei Veränderung von Pfarrstellen angemessene Bezuschussung der Geistlichen.

### Ernennung von Geistlichen
- Einrichtung von Anstaltsgeistlichen (Art. 11).

vgl. Art. 141 WRV.
- Integritätsschutz der kirchlichen Verwaltungseinheiten (Art. 12).
- Ausschließliche Bestellung der Geistlichen mit deutscher Staatsangehörigkeit und Hochschulabschluss (Art. 13).

vgl. die Maigesetze während der Kulturkampfzeit.
- Verfahren bei der Bestellung der Bischöfe auf Grund der Triennallisten der Bischöfe und Domkapitel (Art. 14 § 1).

siehe die Artikel Politische Klausel, Terna (Dreiervorschlag).
- Erhebung von „Erinnerungen“ seitens der Bayerischen Staatsregierung bei der Ernennung von Bischöfen (Art. 14 § 1) und Pfarrern (Art. 14 § 3).
- Ernennung und Wahl der Mitglieder der Domkapitel einschließlich der Kanoniker werden dem kanonischen Recht angepasst (Art. 14 § 2).

- Aufrechterhaltung von Privatpatronaten (14 § 3).

## Innerstaatliche Umsetzung 1925
Zwischen der Paraphierung und der innerstaatlichen Ratifikation stand die Politik. Auch in Bayern gab es protestantische Kirchen, die Evangelisch-Lutherische Kirche in Bayern rechts des Rheins und die Vereinigte protestantisch-evangelisch-christliche Kirche der Pfalz. Erst nach Paraphierung des Konkordats wurden Verhandlungen mit den beiden Kirchen aufgenommen. Am 15. November 1924 wurden die separaten Verträge unterzeichnet. Noch am selben Tag legte die Regierung dem Landtag ein Mantelgesetz vor, das die drei Verträge verklammerte. Auf diese Weise versuchte die Staatsregierung, die weitreichenden Zugeständnisse an die Kirchen zu retten. Durch dieses Verfahren war die Qualifikation als völkerrechtlicher Vertrag fragwürdig, denn auf kirchlicher Seite war nur der Heilige Stuhl Völkerrechtssubjekt. Das zu befürchtende Problem war jedoch die Lehrerschaft. Traditionell freisinnig erhoben deren Verbände Widerspruch gegen die Zementierung der Konfessionsschule und der konfessionellen Lehrerbildung. Die nun folgende hitzige Debatten im Landtag zwangen die Staatsregierung eine Erklärung beizufügen, die das Konkordat relativierte. In der Schlussdebatte griff der frischgebackene Abgeordnete und spätere Ministerpräsident Wilhelm Hoegner (SPD) das Konkordat kenntnisreich an und schrieb sich selbst in das Stammbuch: „Das ständige Betonen der Eigenstaatlichkeit Bayerns bei jeder sich bietenden Gelegenheit darf nicht Selbstzweck sein.“
Der Landtag nahm das Mantelgesetz am 15. Januar 1925 an. Befürworter waren Bayerische Volkspartei (BVP), Bayerischer Bauernbund und Bayerische Mittelpartei (DNVP), Gegner SPD und KPD sowie der Völkische Block.

## Weitergeltung
Der Fortbestand des Konkordats von 1924 wurde in Artikel 2 des Reichskonkordats 1933 garantiert, insbesondere auch katholische Bekenntnisschulen (Artikel 23). Im Kampf des Regimes gegen die Bekenntnisschulen erfolgte 1938 deren Beseitigung in ganz Bayern. Anfänglich wurde versucht, durch Einschüchterung und Propaganda Eltern dazu zu bewegen, ihre Kinder auf der „Deutschen Gemeinschaftsschule“ einzuschreiben. Gegenmaßnahmen der Kirche wurden konkordatswidrig brutal unterdrückt, und Kirchenleute wie Johannes Neuhäusler oder Rupert Mayer wurden auf Grund ihres Eintretens für die Bekenntnisschule in Konzentrationslager eingeliefert. Im Oktober 1938 wandelte das Kultusministerium die letzten Bekenntnisschulen in Gemeinschaftsschulen um.
1941 wurde auf die Möglichkeit, „Erinnerungen“ gegen neu zu ernennende Pfarrer zu erheben, verzichtet. In der Nachkriegszeit kehrte der Streit um Schulen und Universitäten wieder.

### Gemeinschaftsschule
Volksschule und die Verträge mit den Kirchen sind über Art. 135 BV eng miteinander verknüpft:

„Wie die meisten anderen Bundesländer knüpfte auch Bayern nach dem Zusammenbruch zunächst im wesentlichen an den Rechtszustand vor 1933 an. In Art. 135 der Verfassung des Freistaates Bayern vom 2. Dezember 1946 wurde der Vorrang der Bekenntnisschule gegenüber der Gemeinschaftsschule festgelegt. Nach langwierigen parteipolitischen Auseinandersetzungen erging das Schulorganisationsgesetz vom 8. August 1950 (GVBl. S. 159), das die Vorrangstellung der Bekenntnisschule bekräftigte. Der Bayerische Verfassungsgerichtshof bestätigte die Verfassungsmäßigkeit dieser Regelung. Damit war die schulpolitische Diskussion in Bayern zunächst beendet, obwohl die starke konfessionelle Mischung der bayerischen Bevölkerung nach 1945 immer wieder besondere Probleme des Minderheitenschutzes aufwarf. Erst das im Zuge der Landschulreform erlassene Volksschulgesetz vom 17. November 1966 (GVBl. S. 402) brachte durch die Einführung des ‚Minderheitenlehrers‘ gemäß Art. 8 Abs. 4 dieses Gesetzes eine Annäherung der beiden Schultypen. Gehörten mindestens 35 Schüler einer Bekenntnisschule einem anderen Bekenntnis an, so war zur Sicherung des Religionsunterrichts dieser Schüler im Benehmen mit der kirchlichen Oberbehörde ein für das Lehramt an öffentlichen Volksschulen ausgebildeter Lehrer zu verwenden, der geeignet und bereit war, den Religionsunterricht für die Schüler der Bekenntnisminderheit zu übernehmen. Dieser Lehrer erteilte außerdem auch Unterricht in den anderen Fächern und war vollberechtigtes Mitglied der Lehrerkonferenz. Verfassungsrechtliche Bedenken gegen den ‚Minderheitenlehrer‘ im Hinblick auf Art. 135 Abs. 2 BV a. F., wonach an Bekenntnisschulen nur solche Lehrer verwendet werden durften, die geeignet und bereit waren, die Schüler nach den Grundsätzen des betreffenden Bekenntnisses zu unterrichten und zu erziehen, führten zu einer Verfassungsklage beim Bayerischen Verfassungsgerichtshof. Dieser entschied am 20. März 1967, daß die angegriffenen Bestimmungen mit der Bayerischen Verfassung vereinbar seien (BayVerfGH n. F. 20, 36). Zum Problem des ‚Minderheitenlehrers‘ führte das Gericht aus, Art. 8 Abs. 4 VoSchG stimme zwar nicht mit dem Wortlaut des Art. 135 Abs. 2 BV a. F. überein, jedoch müsse bei der Auslegung einer Norm auf die realen Gegebenheiten Bedacht genommen werden, aus denen sie gewachsen sei. Im Hinblick auf die an mehr als der Hälfte aller Bekenntnisschulen fehlende Homogenität und im Hinblick auf die Tatsache, daß gut gegliederte Schulen bessere Berufschancen vermittelten, sei es schon wegen des Ausbildungsanspruchs, der jedem Bewohner Bayerns gemäß Art. 128 BV zustehe, nicht angängig, die Bekenntnisminderheit auf örtlich entfernte oder schlechter gegliederte Schulen zu verweisen. Dabei könne allerdings die Minderheit nicht nach den Grundsätzen der Bekenntnismajorität unterrichtet werden, weil dies sowohl gegen die Bekenntnisfreiheit als auch gegen das Elternrecht verstoßen würde. Der übergeordnete elementare Grundsatz der Glaubens- und Gewissensfreiheit gebiete aus dem Gesichtspunkt der Toleranz, daß Schüler solcher konfessionell gemischter Klassen auf der Grundlage der den beiden Bekenntnissen gemeinsamen Überzeugungen auch gemeinsam erzogen würden. Bei größeren Minderheiten sei es zur Wahrung der Parität und zum Schutz der Glaubens- und Bekenntnisfreiheit notwendig, Minderheitenlehrer zu beschäftigen. Art. 135 BV a. F. könne in vollem Umfang nur noch an Schulen verwirklicht werden, die entweder bekenntnishomogen oder von geringen Minoritäten besucht seien. In der Folgezeit erhoben sich immer mehr Stimmen, die eine Angleichung der formellen Rechtslage, insbesondere des Wortlauts der Verfassung, an die nunmehr gegebene Situation forderten.“

Zur Überwindung der Konfessionsschule einen Konflikt mit der katholischen Kirche auszutragen, waren Staatsregierung und CSU-Landtagsmehrheit lange nicht bereit. Erst als die Oppositionsparteien SPD und FDP 1967/68 Volksbegehren zur „christlichen Gemeinschaftsschule“ anstießen, beschloss die Staatsregierung zu handeln.
Um den Gesetzentwurf der SPD, dem gute Chancen eingeräumt wurden, zu verhindern, entschloss sich die CSU unter Rücksprache mit dem Nuntius in Bonn, Corrado Bafile, selbst die bisherige Trennung in Gemeinschaftsschulen und Bekenntnisschulen durch eine eigene Gesetzesinitiative aufzuheben. Schließlich einigten sich die drei Landtagsfraktionen auf einen gemeinsam erarbeitetes Gesetz, die Volksschule als gemeinsame Schule zu erklären, in der nach den Grundsätzen der christlichen Bekenntnisse unterrichtet wird.

„Der Mitberichterstatter, der Abgeordnete Hochleitner (SPD), begrüßte den Kompromiß, da seine Fraktion seit jeher die gemeinsame Schule für alle volksschulpflichtigen Kinder bejaht habe, in der nach christlichen Grundsätzen unterrichtet und erzogen werden solle.“

Bei dem am 7. Juli 1968 durchgeführten Volksentscheid standen die drei Initiativen zur Wahl: der SPD-, der CSU- und der interfraktionelle Vorschlag. SPD und CSU empfahlen selbst die Ablehnung der eigenen Vorschläge. Der Volksentscheid nach Art. 75 zur Änderung des Art. 135 wurde am 7. Juli 1968 (76,3 %) angenommen.

### Hochschulen
Für den Verlust an Rechtspositionen durch Einführung der Gemeinschaftsschule wurden der Kirche weitere Konkordatlehrstühle zugestanden.

## Gültigkeit

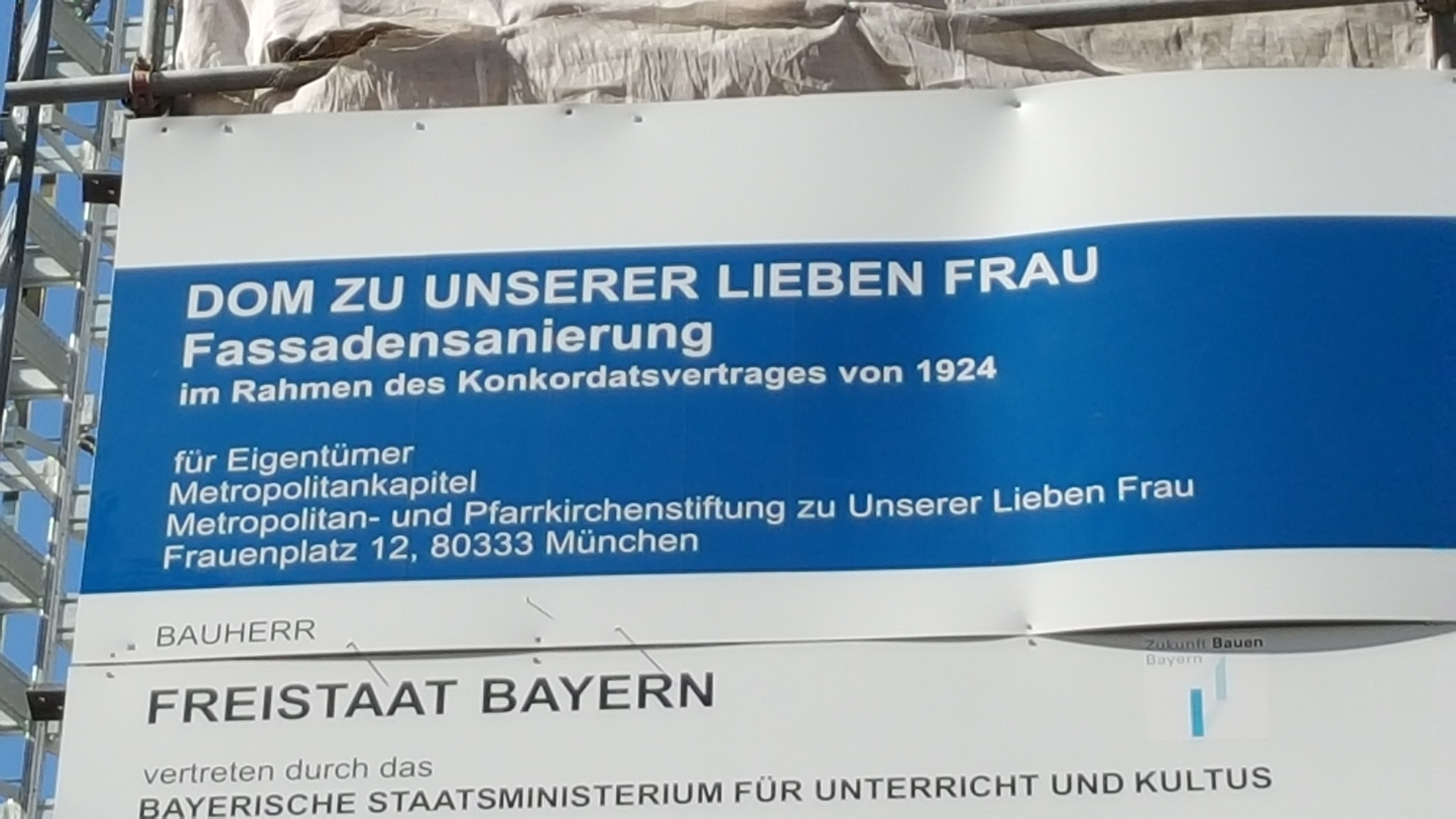
Bezugnahme auf das Bayerische Konkordat von 1924 auf einer Bautafel an der Frauenkirche München im Jahre 2015

Das Bayerische Konkordat von 1924 ist weiterhin gültig. Am 4. September 1974 wurden Erklärungen zu verschiedenen Artikel(teilen) mit in den Vertrag aufgenommen.